# 데이비드 오하라
데이비드 오하라(David O'Hara, 1965년 7월 9일~)는 영국 스코틀랜드의 배우이다.

## 출연 작품
- 디파티드
- 브레이브 하트
- 원티드
- 호텔 르완다